# Magna Steyr
La Magna Steyr Fahrzeugtechnik AG & Co KG  è un'industria automobilistica con sede a Oberwaltersdorf in Austria, a 171 km a nord-est di Graz.  È una controllata del gruppo canadese Magna International, che rilevò il settore automobilistico dal gruppo Steyr-Daimler-Puch. Nei suoi stabilimenti vengono prodotte diversi modelli di auto destinati al mercato europeo per conto di varie case automobilistiche.

## Storia
La  Magna Steyr AG and Co. KG è stata fondata nel 2001, dopo che la Magna International Inc. ha acquisito la maggioranza del gruppo Steyr-Daimler-Puch AG.

## Produzione automobilistica

### Passata
- Mercedes-Benz Classe M W163 (1999–2002)
- Mercedes-Benz Classe E 4matic (1996–2007)
- Chrysler Voyager (2002 – dicembre 2007)[2]
- Mercedes-Benz SLS AMG (Telaio d'alluminio)
- Jeep Commander
- Jeep Grand Cherokee
- BMW X3
- Chrysler 300
- Saab 9-3 Cabrio
- Aston Martin Rapide
- Audi TT Targa
- Peugeot RCZ
- Mini Countryman (2010-2016)
- BMW Serie 5 (2017-2023)

### Attuale
- Mercedes-Benz Classe G
- BMW Z4
- Toyota GR Supra
- Jaguar E-Pace
- Jaguar I-Pace
- Fisker Ocean

### Vetture da competizione
- Mini All4 Racing
- BMW X3 CC

### Componenti Meccaniche
Differenziali Posteriori
- FIAT Panda 4x4 mod. 141 (1986-2003) con nome Steyr-Puch
- FIAT Panda 4x4 e Panda 4x4 Cross mod. 139 (2012 in poi)